# Élisabeth de Miribel
Élisabeth de Miribel, née le 19 août 1915 à Commercy (Meuse) et morte le 29 mars 2005, est une femme de lettres, biographe et diplomate française.

## Biographie

### Origines
Arrière-petite-fille du troisième président de la République Patrice de Mac-Mahon, Élisabeth de Miribel appartient à une famille de tradition catholique, les Copin de Miribel. Elle s'engage personnellement dans les mouvements sociaux chrétiens.

### La Seconde Guerre mondiale: la secrétaire du général de Gaulle
Dès la déclaration de la guerre en septembre 1939, elle se présente volontairement au ministère des Affaires étrangères et est affectée à Londres au sein de la « mission française de guerre économique » que dirige l’écrivain et diplomate Paul Morand. En juin 1940, au moment de la bataille de France, elle décide qu'elle ne reviendra pas en France une fois l'armistice signé.
Le 17 juin, elle est sollicitée par Geoffroy Chodron de Courcel, un ami de jeunesse, qui est alors officier d'ordonnance du général de Gaulle, arrivé le matin même à Londres, pour effectuer des travaux de secrétariat : sa première tâche sera de taper à la machine le texte de l'appel du 18 juin 1940,. Elle raconte dans son autobiographie : « Je me suis retrouvée devant une machine à écrire, alors que je tapais fort mal, et devant des feuilles manuscrites très difficiles à déchiffrer. J'étais installée dans une chambre, à côté de la salle à manger. Le Général s'est absenté une partie de la matinée. Il est sorti pour déjeuner. Mon vrai travail a commencé vers trois heures. Je m'applique laborieusement à lire un texte finement écrit et surchargé de ratures. Je dois le recopier, au propre, à la machine […]. Ces mots vont constituer une page d'histoire. Je ne le sais pas encore. Pourtant j'ai l'obscur pressentiment de participer à un événement exceptionnel […]. Je n'ai pas entendu l'appel ce soir-là ! ». Elle reste ensuite au service des Forces françaises libres comme secrétaire du général de Gaulle.
Le 19 du même mois, le général de Gaulle lui fait taper le texte destiné au général Charles Noguès, dans lequel il l'invite à rejoindre la Résistance, avec l'assurance de se placer sous ses ordres. En 1942, elle est envoyée en mission au Québec, avec la charge de rallier les Canadiens à la cause de la France libre et de collecter des fonds,. Elle devient ensuite correspondante de guerre en Italie, auprès du général Joseph de Goislard de Monsabert, et en Afrique.
Elle fait la connaissance du général Leclerc en mai 1944 et lui fait part de sa volonté d'être affectée en tant que correspondante de guerre au sein de la 2e DB. Au départ réticent, mais admiratif devant sa détermination, il lui répond : « Je ne tiens pas à m’encombrer de journalistes, moins encore de femmes. Mais nous allons faire un pari : si vous réussissez à me joindre en France, alors je vous garde ». Le 13 août 1944, elle soutient le défi lancé par le général en rejoignant la 2e DB stationnée dans les jardins de la préfecture d’Alençon (Orne). Elle couvre alors pour la presse la libération de Paris.

### L'après-guerre: religieuse, puis diplomate
Proche des milieux thomistes, en particulier de Jacques Maritain et de son entourage, elle entre au Carmel en 1949. Elle le quitte cependant au bout de cinq ans, pour raisons de santé.
Élisabeth de Miribel rejoint fin 1954 le Quai d'Orsay comme attachée au cabinet du ministre Mendès-France.
Elle est nommée au Maroc (deuxième secrétaire entre 1957 et 1961). Elle rejoint ensuite l'administration centrale aux Affaires culturelles et techniques en 1961 et 1962, puis au poste privilégié des archives et de la documentation entre 1962 et 1964, avant d'intégrer la direction Amérique au moment où De Gaulle prépare les rapprochements avec le Québec. Elle est à la direction Amérique du Quai d'Orsay sous la direction de Jean-Daniel Jurgensen en 1964 et 1965 puis est nommée comme deuxième secrétaire à Santiago du Chili. Elle revient à l'administration centrale à la direction Amérique au moment où De Gaulle prépare son coup d'éclat au Québec. Puis elle est affectée à Innsbruck, en Autriche et termine sa carrière comme consul général de France à Florence.
Elle a publié une autobiographie, La Liberté souffre violence, Prix Saint-Simon 1982, ainsi que les biographies de plusieurs personnalités historiques.
Elle meurt en 2005 et est inhumée au cimetière du Père-Lachaise (13e division), à Paris. Elle repose avec son arrière grand père au troisième degré Armand Charles Augustin, duc de la Croix de Castries (1756-1842), lieutenant-général, et avec sa grand-mère, Élisabeth Charlotte Sophie de Mac Mahon, née de la Croix de Castries, duchesse de Magenta (1834-1900), épouse du maréchal de Mac Mahon.

## Décorations
- Officier de la Légion d'honneur[Quand ?]
- Officier de l'ordre national du Mérite[Quand ?]
- Médaille de la Résistance française (décret du 31 août 1943)[12]
- Chevalier de l'ordre des Arts et des Lettres[Quand ?]

## Dans la fiction
Dans la mini-série De Gaulle, l'éclat et le secret (2020), son rôle est interprété par June Assal et dans le film De Gaulle (2020) par Marilou Aussilloux.

## Publications
- Préfaces de Henri-Irénée Marrou, de Christian Chabanis, de Didier-Marie Golay, Comme l'or purifié par le feu. Edith Stein (1891-1942), Éditions Plon, 1984[13], Éditions Perrin, 1998, Éditions du Cerf, 2012.
- Edith Stein, 1891-1942, préface d'Henri-Irénée Marrou, Seuil, 1961.
- La liberté souffre violence  (préf. Pierre Emmanuel.), Paris, Plon, 1981, 259 p. (ISBN 978-2-259-00831-0, OCLC 9094289).
- La Mémoire des silences : Vladimir Ghika, préface de Maurice Schumann, Fayard, 1987.
- Giorgio La Pira, Desclée De Brouwer, 1992.